# Charlotte Rampling
Charlotte Rampling (Sturmer, Essex, Anglaterra, 5 de febrer de 1946) és una actriu anglesa.

## Biografia
La seva mare era la pintora Isabel Anne Gurteen i el seu pare Godfrey Rampling, coronel de l'exèrcit britànic va ser medalla en atletisme en els jocs Olímpics d'estiu de 1936. Charlotte Rampling tenia 8 anys quan la seva família s'instal·là Fontainebleau. De tornada a Anglaterra, l'adolescent actuà en espectacles de music-hall amb la seva germana, i després treballà breument com a model.
El 1972, es casà amb l'actor Bryan Southcombe. Tingueren un fill, Barnaby, que es dedicaria a l'escenografia, i després es divorciaren el 1976. El 1978, es va tornar a casar amb el compositor Jean Michel Jarre amb el qual tingué un fill, David Jarre. Se separarà de Jean Michel Jarre el 1997. Cal dir que les conquestes femenines del compositor s'estendran regularment en la premsa. El seu nou company, Jean-Noël Tassez, és un home de negocis.
Va quedar profundament marcada per la mort de la seva germana Sarah. La família conservarà el secret de les circumstàncies de la defunció de Sarah (que es va suïcidar a l'Argentina el 1966, a l'edat de 23 anys, després d'haver parit prematurament) fins a la defunció de la seva mare, el 2001.

## Carrera
Com Jane Birkin i Jacqueline Bisset, comença a la pantalla en la pel·lícula del Swinging London , The Knack ...and How to Get It, el 1965, després roda en comèdies d'èxit tot prenent cursos d'art dramàtic a la Royal Court School. Però, molt marcada per la defunció brutal de la seva germana, decideix anar-se de la Gran Bretanya. Instal·lada a Itàlia, Charlotte Rampling hi fa la seva primera trobada notable, amb Luchino Visconti, que la dirigeix el 1969 a La caduta degli dei. L'actriu actua a pel·lícules com Zardoz (Boorman) o Il portiere di notte, la pel·lícula que la revela al gran públic el 1974. En aquest èxit-escàndol de Liliana Cavani, encarna una supervivent dels camps nazis que manté una estranya relació amb el seu ex-botxí. Li agrada explorar a través dels seus papers les zones més tèrboles de l'ànima, i s'apassionarà per un ximpanzé davant la càmera de Oshima (Max, el meu amor, 1985). Els Americans no són insensibles a l'encant de l'enigmàtica Rampling, que fa fondre Woody Allen (Stardust Memories, 1980), Robert Mitchum (Farewell, My Lovely) i interpreta una dona fatal amb Sidney Lumet a (Veredicte final).
Havent escollit domicili a França a la finals dels anys 1970, roda amb Yves Boisset (Un taxi mauve), Claude Lelouch (Viva la vie) i Deray (el polar On ne meurt que deux fois el 1985). Menys present a les pantalles en els anys 1990, destaca el 2000 amb les interpretacions a El Cirerer (d'Anton Txékhov) i el singular Signs & Wonders de Jonathan Nossiter. L'any següent, Charlotte Rampling fa un comeback clamorós gràcies a ''Sous le sable'', retrat d'una dona abandonada després de la desaparició del seu marit, de François Ozon, cineasta que retrobarà a Swimming pool. És el moment en què un César d'honor li recompensa el conjunt de la seva carrera (el 2001) i torna a ser una actriu de primera fila, fent bons papers a la comèdia (Embrassez qui vous voudrez, 2002) al thriller (Lemming), el film d'autor (Vers le sud, 2006) o al divertiment hollywoodià (Basic Instinct 2).

## Política
Va donar suport a la candidatura de Nicolas Sarkozy a l'elecció presidencial francesa de 2007.

## Filmografia
- 1964: El knack (The Knack ...and How to Get It) de Richard Lester: Water Skier
- 1965: A Hard Day's Night de Richard Lester: Noia a la discoteca
- 1965: Rotten to the Core de John Boulting: Sara Capell
- 1966: Georgy (Georgy Girl) de Silvio Narizzano: Meredith
- 1967: The Avengers de Sydney Newman: Hana Wilde (TV)
- 1967: La llegenda d'un valent (The Long Duel de Ken Annakin: Jane
- 1968: Sequestro di persona de Gianfranco Mingozzi: Christina
- 1969: Target: Harry de Roger Corman: Ruth Carlyle
- 1969: La caduta degli dei de Luchino Visconti: Elisabeth Thallman
- 1969: Three de James Salter: Marty
- 1971: Vanishing Point de Richard Sarafian: Una autoestopista
- 1971: Addio fratello crudele de Giuseppe Patroni Griffi: Annabella
- 1971: The Ski Bum de Bruce Clark: Samantha
- 1972: Henry VIII and His Six Wives de Waris Hussein: Anna Bolena
- 1972: Corky de Leonard Horn: L'esposa de Corky
- 1972: Refugi macabre (Asylum) de Roy Ward Baker: Barbara
- 1973: Giordano Bruno de Giuliano Montaldo: Fosca
- 1974: Zardoz de John Boorman: Consuella
- 1974: Caravan to Vaccares de Geoffrey Reeve: Lila
- 1974: Il Portiere di notte de Liliana Cavani: Lucia Atherton
- 1975: La tija de l'orquídia (La Chair de l'orchidée) de Patrice Chéreau: Claire
- 1975: Yuppi Du d'Adriano Celentano: Silvia
- 1975: Adéu, nena (Farewell, My Lovely) de Dick Richards: Helen Grayle
- 1976: Foxtrot d'Arturo Ripstein: Julia
- 1976: Sherlock Holmes in New York de Boris Sagal: Irene Adler (TV)
- 1977: Un taxi malva (Un taxi mauve) de Yves Boisset: Sharon
- 1977: Orca, la balena assassina (Orca) de Michael Anderson: Rachel Bedford
- 1980: Stardust Memories de Woody Allen: Dorrie
- 1982: The Verdict de Sidney Lumet: Laura Fischer
- 1983: Play of the Month de Peter Wood: Flaminia (TV)
- 1984: Viva la vie de Claude Lelouch: Catherine Perrin
- 1985: On ne meurt que deux fois de Jacques Deray: Barbara Spark
- 1985: Tristesse et beauté de Joy Fleury: Léa Uéno
- 1986: Max, amor meu de Nagisa Oshima: Margaret Jones
- 1987: El cor de l'àngel d'Alan Parker: Margaret Krusemark
- 1987: Mascara de Patrick Conrad: Gaby Hart
- 1988: Paris by Night de David Hare: Clara Paige
- 1988: Mort en arribar (D.O.A.) de Rocky Morton i Annabel Jankel: Mrs. Fitzwaring
- 1989: Rebus de Massimo Guglielmi: Miriam, comtessa de Du Terrail
- 1992: La Femme abandonnée d'Édouard Molinaro: Fanny de Lussange (TV)
- 1993: Asphalt Tango de Nae Caranfil: Marion
- 1993: Hammers Over the Anvil d'Ann Turner: Grace McAlister
- 1994: Time Is Money de Paolo Barzman: Irina Kaufman
- 1995: Samson le magnifique d'Étienne Périer: Isabelle de Marsac (TV)
- 1995: La Marche de Radetzky d'Axel Corti i Gernot Roll: Valerie von Taussig (sèrie TV)
- 1996: La Dernière fête de Pierre Granier-Deferre: La marquesa (TV)
- 1996: Intimitat assetjada (Invasion of Privacy) d'Anthony Hickox: Deidre Stiles
- 1998: The Wings of the Dove d'Iain Softley: Tia Maude
- 1999: Great Expectations de Julian Jarrold: Miss Havisham (TV)
- 1999: The Cherry Orchard de Michael Cacoyannis: Ranyevskaya
- 2000: My Uncle Silas de Philip Saville (sèrie TV)
- 2000: Signs & Wonders de Jonathan Nossiter: Marjorie
- 2000: Aberdeen de Hans Petter Moland: Helen
- 2000: Sous le sable de François Ozon: Marie Drillon
- 2001: El quart àngel (The Fourth Angel) de John Irvin: Kate Stockton
- 2001: Superstition de Kenneth Hope: Frances Matteo
- 2001: Spy Game de Tony Scott: Anna Cathcart
- 2002: Embrassez qui vous voudrez de Michel Blanc: Elizabeth Lannier
- 2003: I'll Sleep When I'm Dead de Mike Hodges: Helen
- 2003: La piscina (Swimming Pool) de François Ozon: Sarah Morton
- 2003: Imperium: Augustus de Roger Young: Livia Drusilla (TV)
- 2003: La sentència (The Statement) de Norman Jewison: Nicole
- 2004: Immortel (ad vitam) de Enki Bilal: Elma Turner
- 2004: Jerusalemski sindrom de Dominik Sedlar i Jakov Sedlar
- 2005: Lemming de Dominik Moll: Alice Pollock
- 2005: Vers le sud de Laurent Cantet: Ellen
- 2006: Basic Instinct 2 de Michael Caton-Jones: Dr. Milena Gardosh
- 2006: Désaccord parfait de Antoine de Caunes: Alice d'Abanville
- 2007: Angel de François Ozon: Hermione
- 2008: Babylon A.D. de Matthieu Kassovitz: la gran sacerdotissa Noelite
- 2008: The Duchess
- 2008: La llista de Marcel Langenegger: Wall Street Belle
- 2010: Never Let Me Go de Mark Romanek: Srta. Emily
- 2011: The Eye of the Storm
- 2011: Melancholia
- 2011: The Mill and the Cross
- 2012: I, Anna
- 2013: Night Train to Lisbon
- 2015: 45 Years
- 2016: Assassin's Creed
- 2017: El sentit d'un final (The Sense of an Ending) de Ritesh Batra: Veronica Ford
- 2017: Hannah
- 2017: Euphoria
- 2018: Red Sparrow
- 2021: Dune
- 2024: Dune: Part 2

## Teatre
- 2003: Petits crimes conjugaux d'Éric-Emmanuel Schmitt, posada en escena Bernard Murat, Teatre Edouard VII.
- 2004: The Falfe Servant de Marivaux, posada en escena Jonathan Kent, National Theater de Londres
- 2007: La Danse de mort d'August Strindberg, posada en escena Hans Peter Cloos, amb Didier Sandre, Teatre de la Madeleine.

## Premis i nominacions

### Premis
- 2001: César d'honor
- 2002: Cavaller de la Legió d'Honor
- 2003: Millor actriu europea, als 16ns premis europeus del cinema de Berlín, pel seu paper a Swimming Pool
- 2015: Os de Plata a la millor interpretació femenina per 45 Years

### Nominacions
- 1996: César a la millor actriu per On ne meurt que deux fois
- 2003: César a la millor actriu per Sous le sable
- 2004: César a la millor actriu per Swimming Pool
- 2006: César a la millor actriu secundària per Lemming
- 2013: Primetime Emmy a la millor actriu secundària en minisèrie o telefilm per Restless
- 2016: Oscar a la millor actriu per 45 Years
- 2017: Globus d'Or a la millor actriu en minisèrie o telefilm per London Spy

L'actriu britànica va presidir del 9 de febrer al 19 de febrer del 2006 el jurat de la Berlinale, succeint el director alemany Roland Emmerich, realitzador a Hollywood d'Universal Soldier i Independence Day, que va presidir el jurat el 2005.